# Itoplectis triannulata
Itoplectis triannulata är en stekelart som beskrevs av Tohru Uchida 1928. Itoplectis triannulata ingår i släktet Itoplectis och familjen brokparasitsteklar. Inga underarter finns listade i Catalogue of Life.